# Norandino e Lucina
Norandino e Lucina sono due personaggi dell'Orlando innamorato di Matteo Maria Boiardo e dell'Orlando furioso di Ludovico Ariosto. La vicenda che li riguarda ha qualche elemento di contatto con l'episodio mitologico di Ulisse nell'isola dei Ciclopi.

## La vicenda dei due personaggi
Norandino, giovane re di Damasco, è uno dei rarissimi sovrani saraceni del ciclo carolingio a non combattere contro i paladini di Carlo Magno. Di indole mite e pacifica, si invaghisce di Lucina, figlia del re di Cipro, e la fa sua sposa, ma durante un viaggio per mare la loro nave naufraga in prossimità di un'isola, sulla quale i due riescono ad arrivare a nuoto insieme a tutto l'equipaggio. La gioia per lo scampato annegamento si tramuta però in terrore: l'isola è abitata infatti da un orco antropofago, che non tarda a palesare la sua presenza. Nonostante sia cieco, il mostro è dotato di agilità e di uno sviluppatissimo fiuto, caratteristiche che gli permettono di catturare facilmente Lucina e diversi marinai. Per salvare i prigionieri, Norandino si mescola alle greggi dell'orco: riesce a farli fuggire dalla caverna in cui erano rinchiusi, ma Lucina viene riacciuffata dal gigantesco cannibale, che la mette poi in catene. Si scopre in seguito che per fortuna il mostro si ciba solo di esseri umani di sesso maschile. Dopo quattro mesi, la giovane donna viene liberata da Gradasso e Mandricardo, approdati con la loro nave sull'isola: i due salvatori la imbarcano quindi con loro per riportarla a Damasco senza però aver potuto imbattersi in Norandino, che solo successivamente verrà a conoscenza di tutto. Il re siriano trova comunque modo di lasciare anch'egli l'isola, e una volta ritornato a Damasco istituirà una giostra con cadenza quadrimestrale, per celebrare il lieto epilogo delle peripezie sue e di Lucina.

## Nell'arte
- La storia della coppia ha ispirato il pittore Giovanni Lanfranco per la realizzazione del dipinto Norandino e Lucina scoperti dall'Orco, oggi conservato alla Galleria Borghese.[2]